# Jamie Dawson
Jamie Thompson Dawson (Houston, 9 luglio 1922 – Longview, 30 maggio 2009) è stato un cestista statunitense, professionista nella NBL.

## Carriera
Giocò una stagione nella NBL, disputando 10 partite con 2,0 punti di media.